# Haines (Alaska)
Haines és una població dels Estats Units a l'estat d'Alaska. Segons el cens del 2000 tenia 1.811 habitants.

## Demografia
Segons el cens del 2000, Haines tenia 1.811 habitants, 752 habitatges, i 505 famílies La densitat de població era de 51,7 habitants/km².
Dels 752 habitatges en un 33,4% hi vivien nens de menys de 18 anys, en un 53,9% hi vivien parelles casades, en un 8,9% dones solteres, i en un 32,8% no eren unitats familiars. En el 27,5% dels habitatges hi vivien persones soles el 8,2% de les quals corresponia a persones de 65 anys o més que vivien soles. El nombre mitjà de persones vivint en cada habitatge era de 2,4 i el nombre mitjà de persones que vivien en cada família era de 2,94.
Per edats la població es repartia de la següent manera: un 26,7% tenia menys de 18 anys, un 5,3% entre 18 i 24, un 28% entre 25 i 44, un 28,4% de 45 a 60 i un 11,6% 65 anys o més.
L'edat mediana era de 40 anys. Per cada 100 dones hi havia 99,7 homes. Per cada 100 dones de 18 o més anys hi havia 99,7 homes.
La renda mediana per habitatge era de 39.926 $ i la renda mediana per família de 51.316 $. Els homes tenien una renda mediana de 41.103 $ mentre que les dones 30.278 $. La renda per capita de la població era de 22.505 $. Aproximadament el 5,8% de les famílies i el 7,9% de la població estaven per davall del llindar de pobresa.

## Poblacions més properes
El següent diagrama mostra les poblacions més properes.